# Pnigalio glaber
Pnigalio glaber är en stekelart som beskrevs av Yoshimoto 1983. Pnigalio glaber ingår i släktet Pnigalio och familjen finglanssteklar. Inga underarter finns listade i Catalogue of Life.